# Korbklothoide

Die Korbklothoide im Lageplan

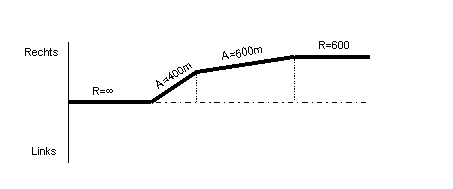
Krümmungsband der Korbklothoide

Die Korbklothoide ist eine Entwurfselementenfolge bei der Trassierung von Straßen und Bahnstrecken. Sie besteht aus zwei gleichsinnig gekrümmten Klothoidenstücken mit verschiedenen Parametern, die im Stoßpunkt gleiche Radien und gemeinsame Tangenten aufweisen. In der Praxis verwendet man die Korbklothoide äußerst selten und auch nur dann, wenn beengte Verhältnisse keine andere Möglichkeit der Trassierung zulassen. Die Richtlinien schränken den Gebrauch der Korbklothoide ein, da sie hinsichtlich der Fahrdynamik problematisch ist und aus Gründen der Verkehrssicherheit nicht verwendet werden sollte. Ist eine Verwendung unbedingt notwendig, so sollten die Klothoidenparameter der aufeinanderfolgenden Klothoiden nur unwesentlich voneinander abweichen.